# Байрамаул
Байрамау́л (чечен. Байрам-Эвл, Байрам-Аул, кум. Байрамавул) — село в Хасавюртовском районе Дагестана.
Является административным центром Байрамаульского сельского поселения.

## Географическое положение
Расположено к северо-востоку от города Хасавюрт недалеко от реки Сулак.
Ближайшие населённые пункты: на западе — село Батаюрт, на востоке — село Генжеаул, на юге — село Муцалаул.

## История
Селения Темираул, Байрамаул, Муцалаул и Генжеаул, согласно кумыкским преданиям, названы так по именам их владельцев, сыновей эндиреевского князя — Темира, Байрама, Муцала и Генже.
По приказу генерала А. П. Ермолова в 1818 году жители чеченского села Байрам-Аул были выселены и под конвоем препровождены до «чеченской границы».
В 1831 году во время восстания на Кумыкской плоскости под Внезапную прибыл крупный отряд царских войск под командованием командующего войсками на Кавказской линии генерала Эмануеля, который разорил на пути своем кумыкские села Сала, Ботаюрт, Байрамаул.
В другой своей работе Н. Дубровин утверждает, что села Баташ-юрт и Байрам-аул были населены выходцами из Кабарды. Это же подтверждает Н. Семёнов, который, в частности указывает, что в конце XIX века кабардинцами считались жители Байрамаула.

## Население
| 1889  | 1914  | 1926  | 1939  | 1944  | 1959  | 1970  |
| ----- | ----- | ----- | ----- | ----- | ----- | ----- |
| 1394  | ↘1313 | ↘1006 | ↗1084 | ↘800  | ↗1166 | ↗1874 |
| 1984  | 1989  | 2002  | 2010  | 2021  |       |       |
| ↗2010 | ↗2304 | ↗2861 | ↘2858 | ↗3666 |       |       |

Национальный состав
По данным Всесоюзной переписи населения 1926 года:
| № |          |     | Доля   |
| - | -------- | --- | ------ |
| 1 | чеченцы  | 647 | 64,3 % |
| 2 | кумыки   | 324 | 32,2 % |
| 3 | аварцы   | 20  | 2%     |
| 4 | даргинцы | 13  | 1,3%   |
| 5 | лакцы    | 2   | 0,2 %  |

По данным Всероссийской переписи населения 2010 года:
| № | Национальность | Численность, чел. | Доля  |
| - | -------------- | ----------------- | ----- |
| 1 | чеченцы        | 1939              | 68,3% |
| 2 | кумыки         | 779               | 27 %  |
| 3 | аварцы         | 92                | 3%    |
| 4 | другие         | 48                | 2 %   |